# راب کورن
راب کورن (به انگلیسی: Rob Corn) کارگردان و تهیه‌کننده آمریکایی است.
از کارهای مهم او می‌توان به کارگردانی ۶۱ اپیزود از سریال آناتومی گری کارگردانی چندین اپیزود از سریال امید شیکاگو اشاره کرد.